# Dalkowo (województwo kujawsko-pomorskie)
Dalkowo – wieś w Polsce położona w województwie kujawsko-pomorskim, w powiecie sępoleńskim, w gminie Więcbork.
W latach 1975–1998 miejscowość administracyjnie należała do województwa bydgoskiego. Według Narodowego Spisu Powszechnego (III 2011 r.) liczyła 102 mieszkańców. Jest siedemnastą co do wielkości miejscowością gminy Więcbork.